# Ржевка (Шебекинский район)
Ржевка — село в Шебекинском районе Белгородской области. Входит в Вознесеновское сельское поселение.

## История
Расположено в 11 км от районного центра, в 7 км от центра сельской администрации с. Вознесеновка и в 45 км от областного центра Белгорода.
Другие названия Касимовка, Петровка. Первые упоминания в писцовых книгах населенных пунктов о селе Петровка появляются в 1720 году. По преданиям первым владельцем земель, на которых расположено село, был Стокасимов, опричник Ивана IV Грозного. Позднее в первой половине XVII века возле Ржевки располагалась 12-я сторожа Белгорода, надобность в которой отпала со строительством Белгородской оборонительной черты. В этом районе прошла укрепленная линия Нежегольского участка. На месте села стали селиться черкесы (так называли тогда украинцев). 
В 1730-х гг. село было продано Захаржевскому (Заржевскому), по фамилии которого Петровка стала называться Ржевкой. В селе действовал Петропавловский храм.
В начале 1860-х годов помещик Стефан Жуковский купил у братьев Неклюдовых в селе Ржевка 20 десятин земли и в 1866 году построил сахарный завод. 
В 1880 году купец 1-й гильдии Павел Павлович Рыжов купил землю у разорившихся помещиков Неклюдовых и приобрел у Жуковского сахарный завод. С тех пор он стал называться Ржевско-Павловским. 
Во время Первой мировой войны производство сахара в стране упало, и в 1916 году Рыжов был вынужден продать своё предприятие. Сахарный завод вступил в строй после завершения восстановительных работ в 1929 году. Ему присвоили имя С. М. Будённого. Ржевский сахарный завод непрерывно вёл своё техническое перевооружение, увеличивал производительность. С мая 2013 года Ржевский сахарный завод ликвидирован.

## Население
| 1885 | 1979 | 2002 | 2010 | 2024 |
| ---- | ---- | ---- | ---- | ---- |
| 444  | 2757 | 2612 | 2715 | 2546 |

## Памятники
- Памятник погибшим в годы Великой Отечественной войны 1941—1945 годов
- "Складское здание" начала 20 века

## Радио
104,9 Поместное радио

## Известные уроженцы
- Клюкач, Валерий Александрович (1939—2016) — советский и российский учёный в области экономики, организации и управления АПК, действительный член Российской академии наук (2013).